# Каркеванд
Каркева́нд (перс. کرکوند‎) — небольшой город в центральном Иране, в провинции Исфахан. Входит в состав шахрестана Мобареке. По данным переписи, на 2006 год население составляло 7 002 человека.

## География
Город находится в южной части Исфахана, в гористой местности восточного Загроса, на высоте 1685 метров над уровнем моря.
Каркеванд расположен на расстоянии приблизительно 33 километров к юго-юго-западу (SSW) от Исфахана, административного центра провинции и на расстоянии 363 километров к югу от Тегерана, столицы страны.